# Cinebox
El Cine Nos Mueve, S.A.P.I. de C.V., más conocida como Cinebox, es una empresa mexicana de complejos de exhibición de películas con su sede en la ciudad de Veracruz, Veracruz, México. Actualmente, cuenta con 9 complejos esparcidos en 5 estados de México. Anteriormente, fue conocida como Henry Cinemas, marca bajo la cual aun permanecen 3 complejos cinematográficos.